# Új zsidó temető (Krakkó)

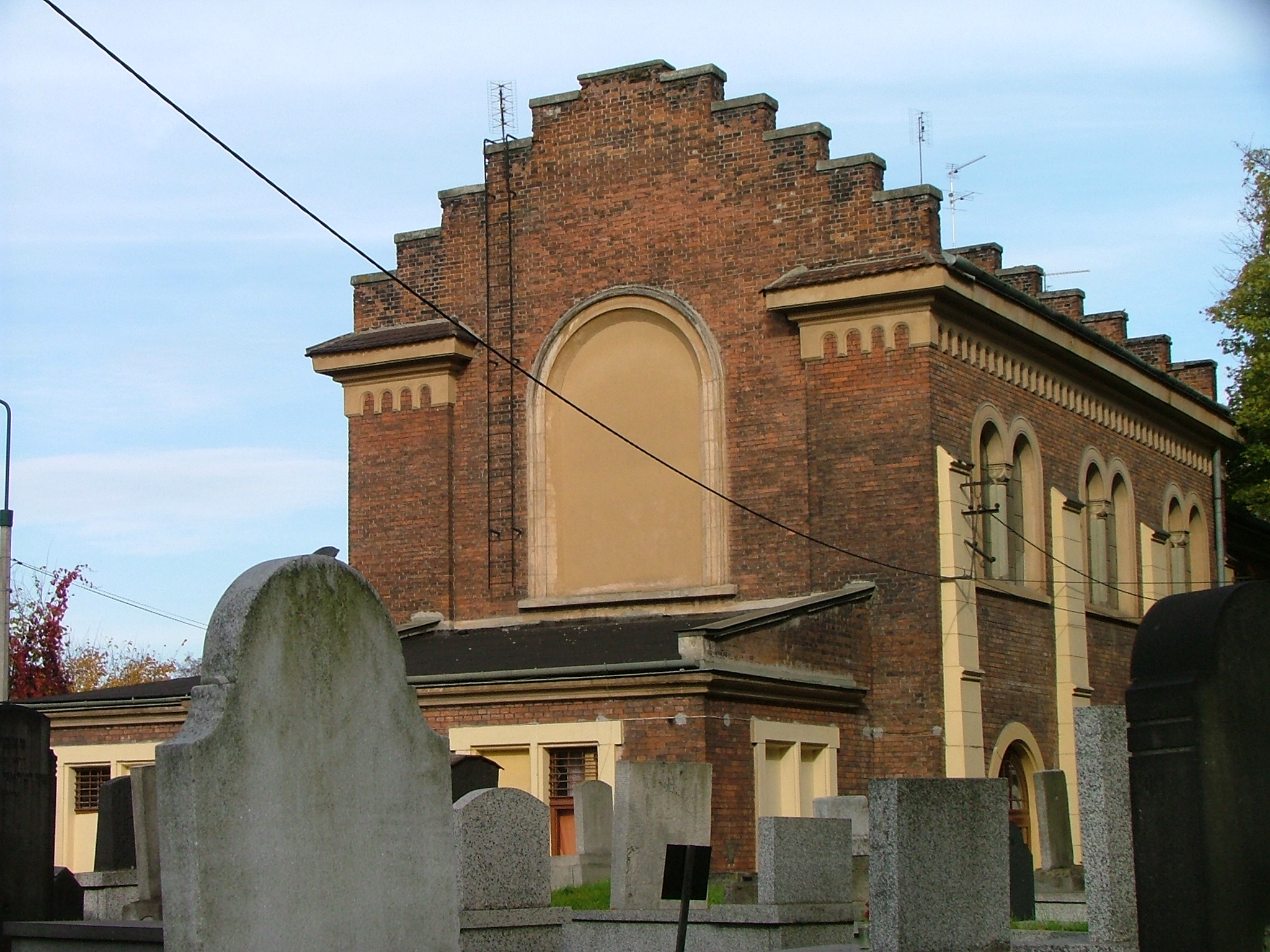
Az 1903-ban épült halottasház

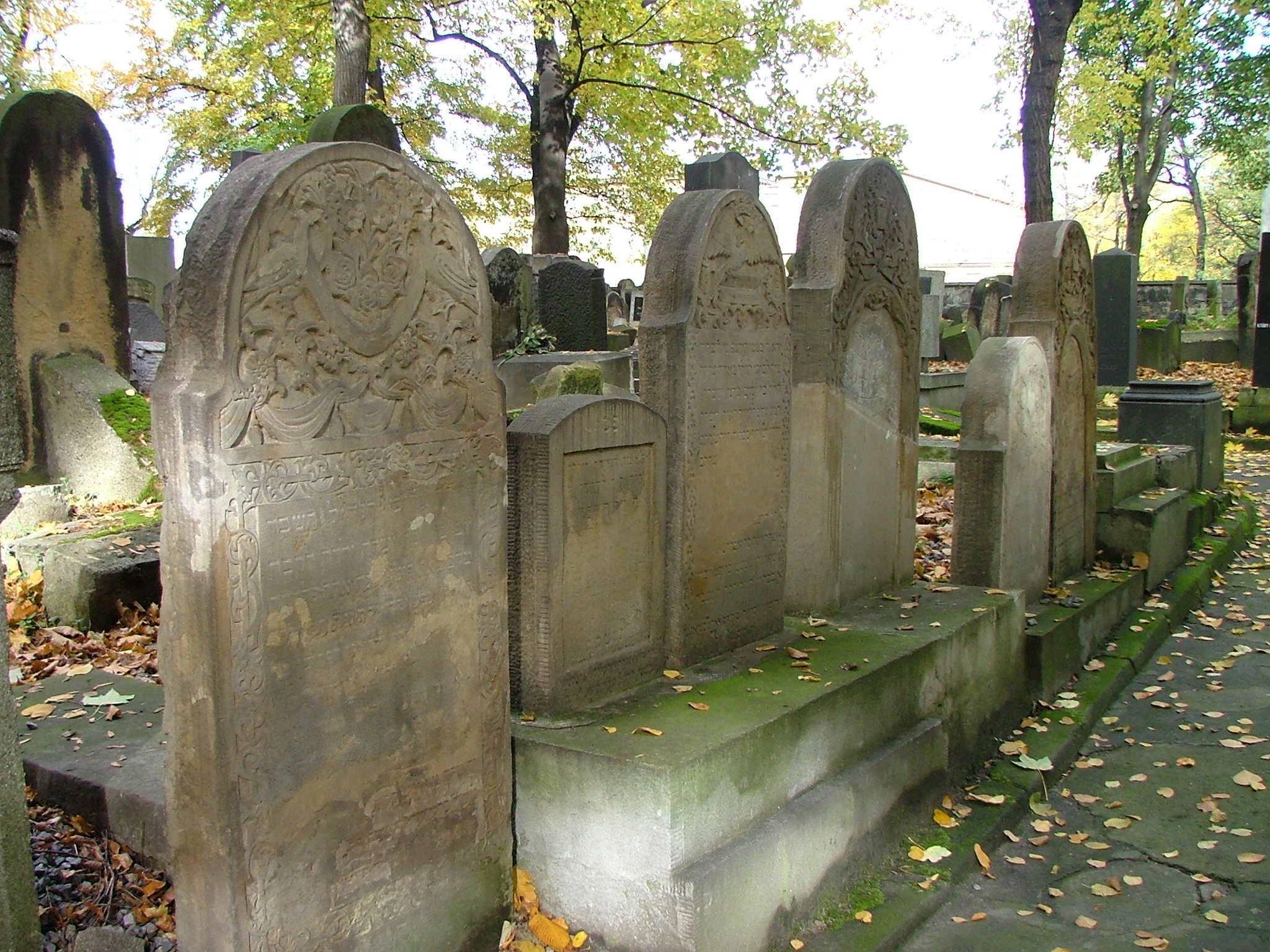
A sírok közötti út

A krakkói Új zsidó temető mintegy 4,5 hektár kiterjedésű és a Miodowa utca 55–58. szám alatt található, a történelmi Kazimierz zsidónegyed szomszédságában. A temető bejegyzett kulturális örökség, amelyben a mai napig látható egy történelmi ravatalozó.

## Története
A temetőt 1800-ban nyitották meg az Ágoston-rendiektől megvásárolt területen. 1836-ban kibővítették további földterülettel. A Második Lengyel Köztársaság idején az Új temető majdnem megtelt. 1926-ban a helyi zsidó vezetés (Qahal) új területeket vásárolt, így 1932-től ismét volt elegendő hely a temetésekhez. Ezek egyrészt az Abrahama utca mentén, valamint a közeli Jerozolimska utca melletti telkeken voltak, a Wola Duchacka negyedben (ma Podgórze kerület része). A holokauszt idején a két temető helyét is elfoglalta a Krakkó-Płaszówi koncentrációs tábor, így ezek ma már nem léteznek. A krakkói gettóból ebbe a táborba deportálták a város zsidó lakosságát.

### A második világháború
A második világháború alatti náci megszállás miatt az Új temetőt elzárták a kívülállók elől. A németek a legértékesebb kőfaragásokat a helyi kőműveseknek értékesítették. Más sírköveket, valamint kőlapokat építőanyaggá alakítottak, és a táborhoz vezető utak kikövezéséhez használták, beleértve Amon Göth parancsnok udvarát is, aki arról volt ismert, hogy ragaszkodott ahhoz, hogy a zsidók fizessenek saját kivégzésükért. Eközben a temetőben lévő régi csontokat gyakran fedetlenül hagyták, így azok szétszóródtak. A temetői gondnokot, Pina Ladnert a płaszówi táborba küldték, és lelőtték. Nem sokkal a háború után egy helyi építészmérnök, feltehetőleg Jakub Stendig, a tábor egyik túlélője több sírkövet talált és elintézte, hogy azok visszakerüljenek az Új temetőbe.

### Felújítás
1957-ben a Joint Distribution Committee (JDC) támogatásával felújították a területet. A kommunista rendszer összeomlását követően, 1999. március 24-én felvették a temetőt, beleértve az 1903-ban épült ravatalozót is, Krakkó történelmi emlékeinek nyilvántartásába.
Az Új zsidó temetőben található egy téglából épült halottasház 1903-ból. A temető különlegessége továbbá egy emlékmű, amelyre régi sírköveket szereltek fel, és fekete márványtömbbel koronázták meg. A temetőben több mint 10 000 sír található, a legrégebbi 1809-ből származik. Számos emlékművet állítottak a holokauszt idején meggyilkolt zsidók emlékére.

## Itt eltemetett nevezetes személyek
Rabbik
- Chaim Arie Leibusz Horowitz (megh. 1904), krakkói rabbi
- Aleksander Sender Herszel Landau (megh. 1856) krakkói rabbi
- Cwi Hirsz Dawid ha-Lewi (megh. 1831), krakkói rabbi
- Josef Nechemia Kornitzer (megh. 1933) krakkói rabbi
- Szymon Schreiber (megh. 1883) krakkói rabbi
- Ozjasz Thon (megh. 1936), a Tempel-zsinagóga rabbija, a Lengyel Köztársaság parlamenti képviselője

Cádikok és zsidó misztikusok
- Áron Elimelech Szneur Zalman z Krosna (megh. 1923)
- Epstein Áron (megh. 1881)
- Kalonimus Kalman Epstein (megh. 1832)
- Szlomo Zalman z Wielopola (megh. 1857)
- Samuel Teitelbaum (megh. 1888) Gorlice-i rabbi

A Beth Din rabbinikus bíróság tagjai
- Mosze Jaakow Dembitzer (megh. 1863) Krakkó város Dayanja
- Pinchas Elijahu Dembitzer (megh. 1920) krakkói dáján
- Abraham Golds (megh. 1825), krakkói dáján
- Abraham Jener (megh. 1876), krakkói dáján
- Jehuda Liber Korngold (megh. 1811) krakkói dáján
- Akiba Kornitzer (megh. 1892) krakkói dáján
- Samuel Kornitzer (megh. 1941) krakkói dáján
- Saul Rafael Landau (megh. 1854) krakkói dáján
- Icchak CWI Hirsz Lemler (megh. 1824) az Izaak-zsinagóga dájánja
- Mosze Elijahu Neimenc (megh. 1838) krakkói dáján
- Meszulam Feiwel Stern (megh. 1837) krakkói dáján

Más kiemelkedő személyek
- Ignacy Akerman (megh. 2007) zsidó közösségi aktivista
- Aleksander Ameisen (megh. 1961) orvos, sakkozó
- Zofia Ameisen (megh. 1967) a Jagelló Egyetem tanára
- Izaak Bauminger (megh. 1930), iparos, Qahal-aktivista
- Róża Berger (megh. 1945) a krakkói pogrom egyetlen áldozata
- Daniel Dawid Bertram (megh. 2009) a Szemicha utolsó tagja
- Jehuda Birnbaum (megh. 1917) a Qahal elnöke
- Maria Bujańska (megh. 1999) író, zongoraművész
- Jakub Drobner (megh. 1896) orvos, a januári felkelés tagja
- Maria Einhorn-Susułowska (megh. 1998), pszichológus
- Irena Fessel (megh. 2008) műfordító, tudós
- Maksymilian Fiszgrund (megh. 1978) újságíró, Qahal-aktivista
- Abram Fogel (megh. 1984) kántor a Remuh-zsinagógában
- Jerzy Gert (megh. 1969) zeneszerző, karmester
- Mieczysław Goldsztajn (megh. 2001), neurológus
- Jan Goślicki (megh. 2006) esszéista, műfordító
- Maurycy Gottlieb (megh. 1879) festőművész
- Henryk Halkowski (megh. 2009), történész, publicista
- Chaim Hanft (megh. 1951), festő, szobrász és illusztrátor
- Czesław Jakubowicz (megh. 1997), a Zsidó Hitközség elnöke
- Maciej Jakubowicz (megh. 1979), a krakkói gyülekezet elnöke
- Nesanel Kichler (megh. 1983) politikai aktivista
- Ignacy Krieger (megh. 1889), a lengyel fotográfia úttörője
- Józef Kwiatek (megh. 1910) újságíró, szocialista aktivista
- Stanisław Lack (megh. 1909) költő, irodalomkritikus
- Abraham Lesman (megh. 1984) a Tempel-zsinagóga utolsó kántora
- Aron Marcus (megh. 1916)
- Artur Markowicz (megh. 1934) festő, grafikus
- Józef Oettinger, a Jagelló Egyetem professzora
- Maria Orwid (megh. 2009) pszichiáter
- Szymon Platner (megh. 1994) Brzesko utolsó zsidó túlélője
- Ferdynand Rajchman (megh. 1999), klasszika-filológus
- Maksymilian Rose (megh. 1937), neurológus
- Józef Rosenblatt, a Jagelló Egyetem professzora
- Ignacy Rosenstock (megh. 1935) a „Przegląd Sportowy” főszerkesztője
- Szymon Samelsohn (megh. 1881), a krakkói gyülekezet elnöke
- Józef Sare (megh. 1929) építész, Krakkó elnöke, parlamenti képviselő
- Mieczysław Staner (megh. 2003) író, akadémikus
- Samuel Tilles (megh. 1937) a krakkói gyülekezet elnöke
- Jonatan Warschauer (megh. 1880) filantróp, orvos
- Maurycy Wiener (megh. 1990), ügyvéd, a TSKŻ elnöke
- Renata Zisman (megh. 1999) zongoraművész, pedagógus

## Galéria

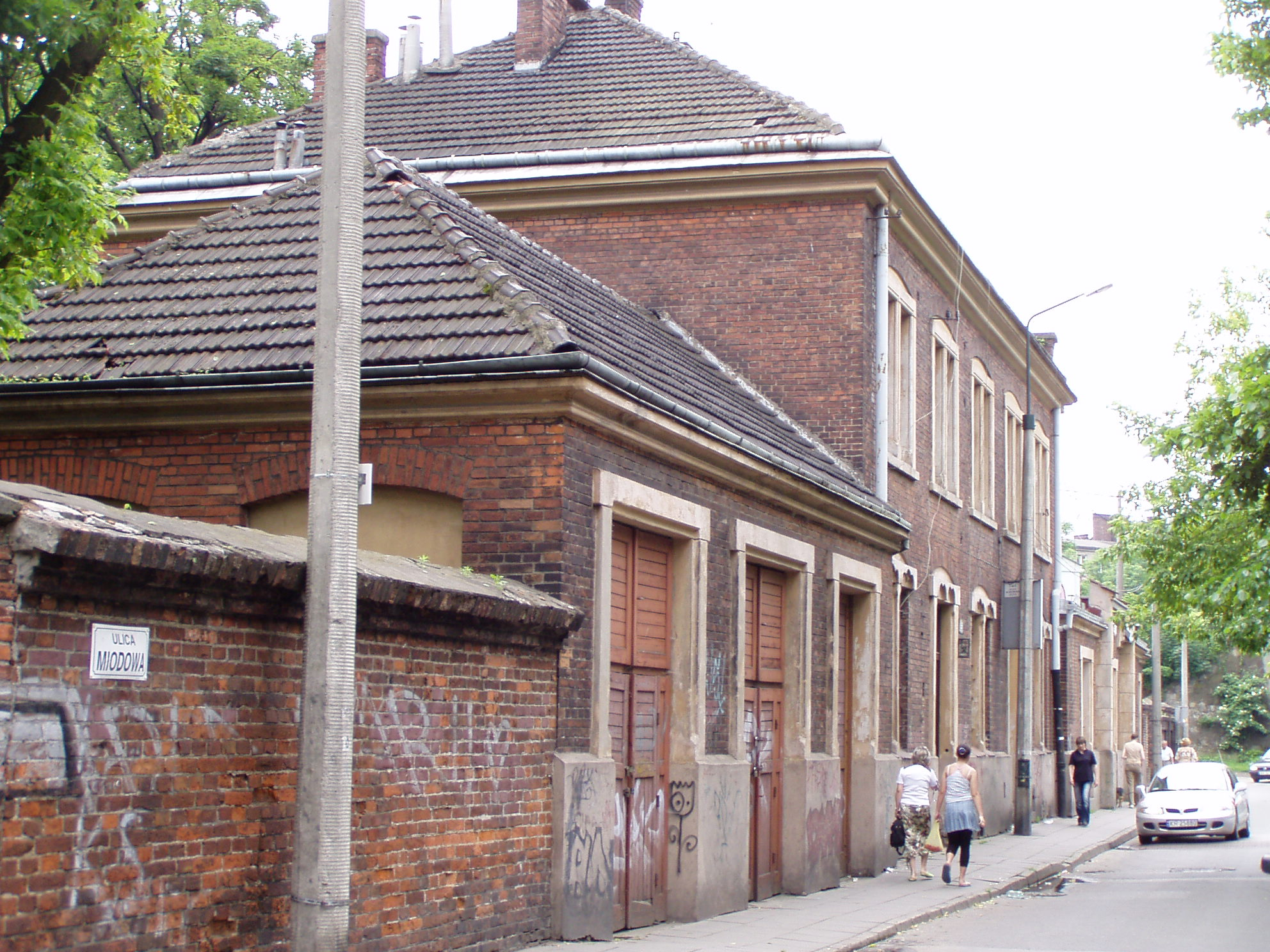
Utcakép
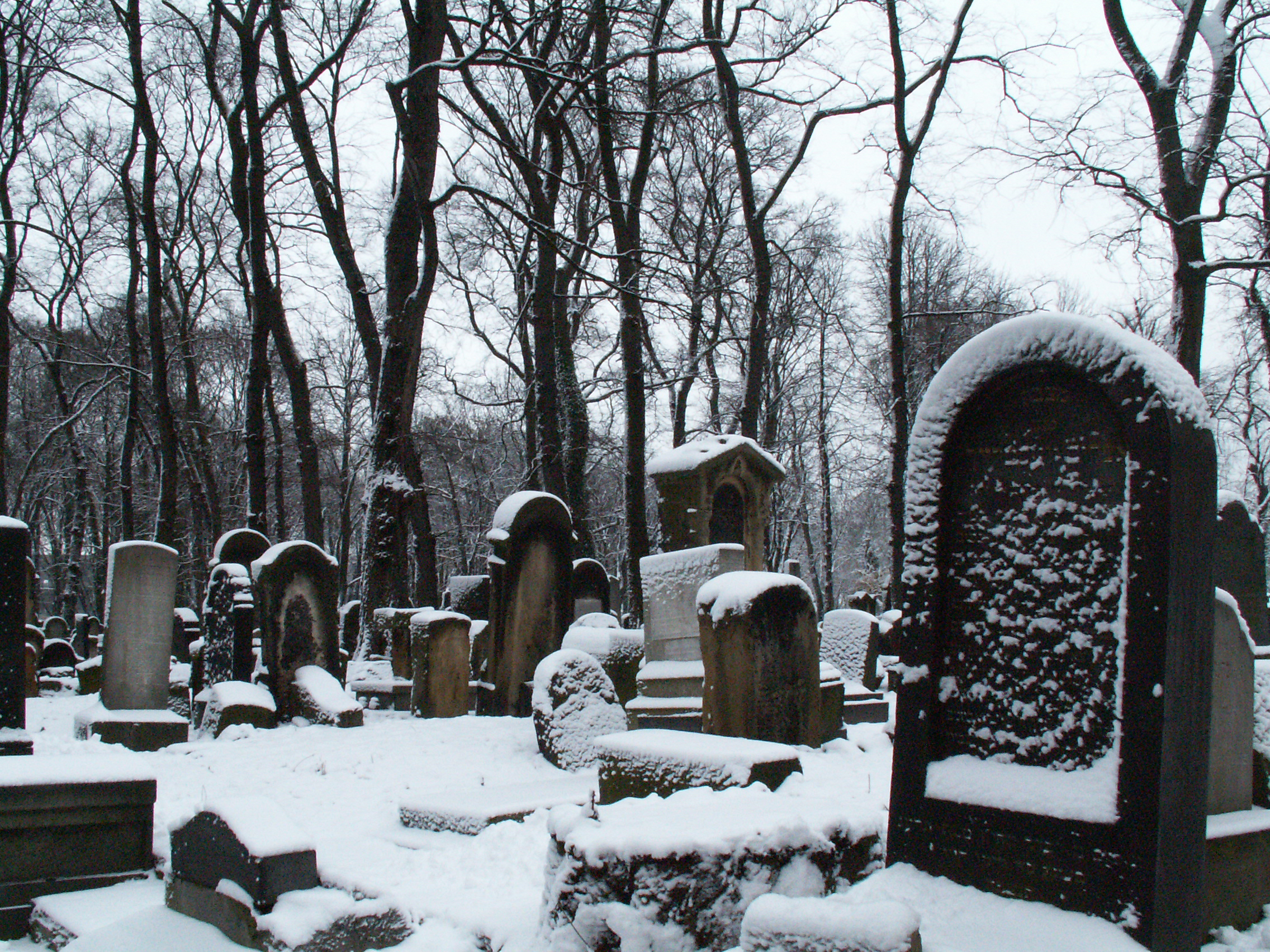
Télen
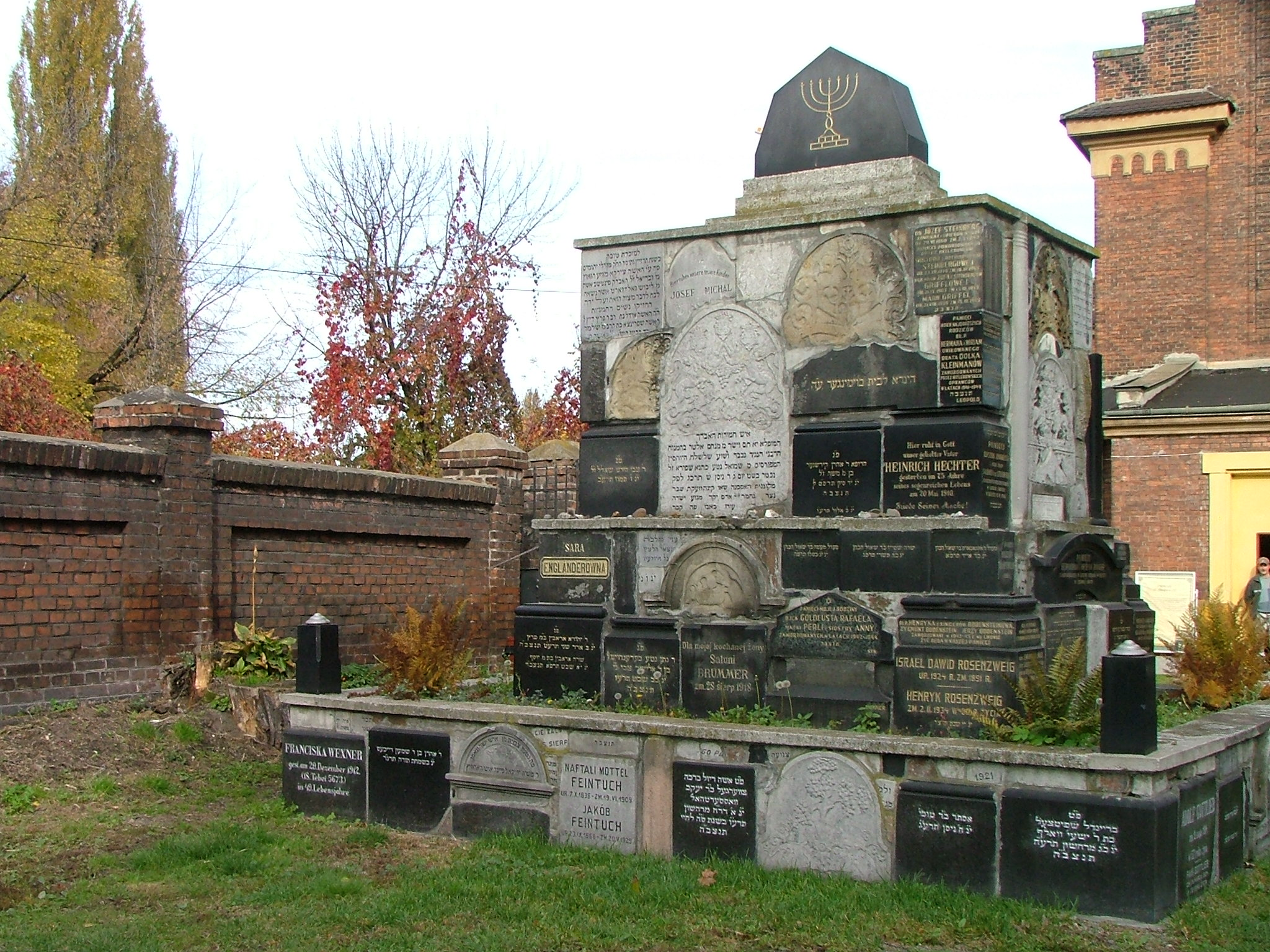
Sírkő emlékmű
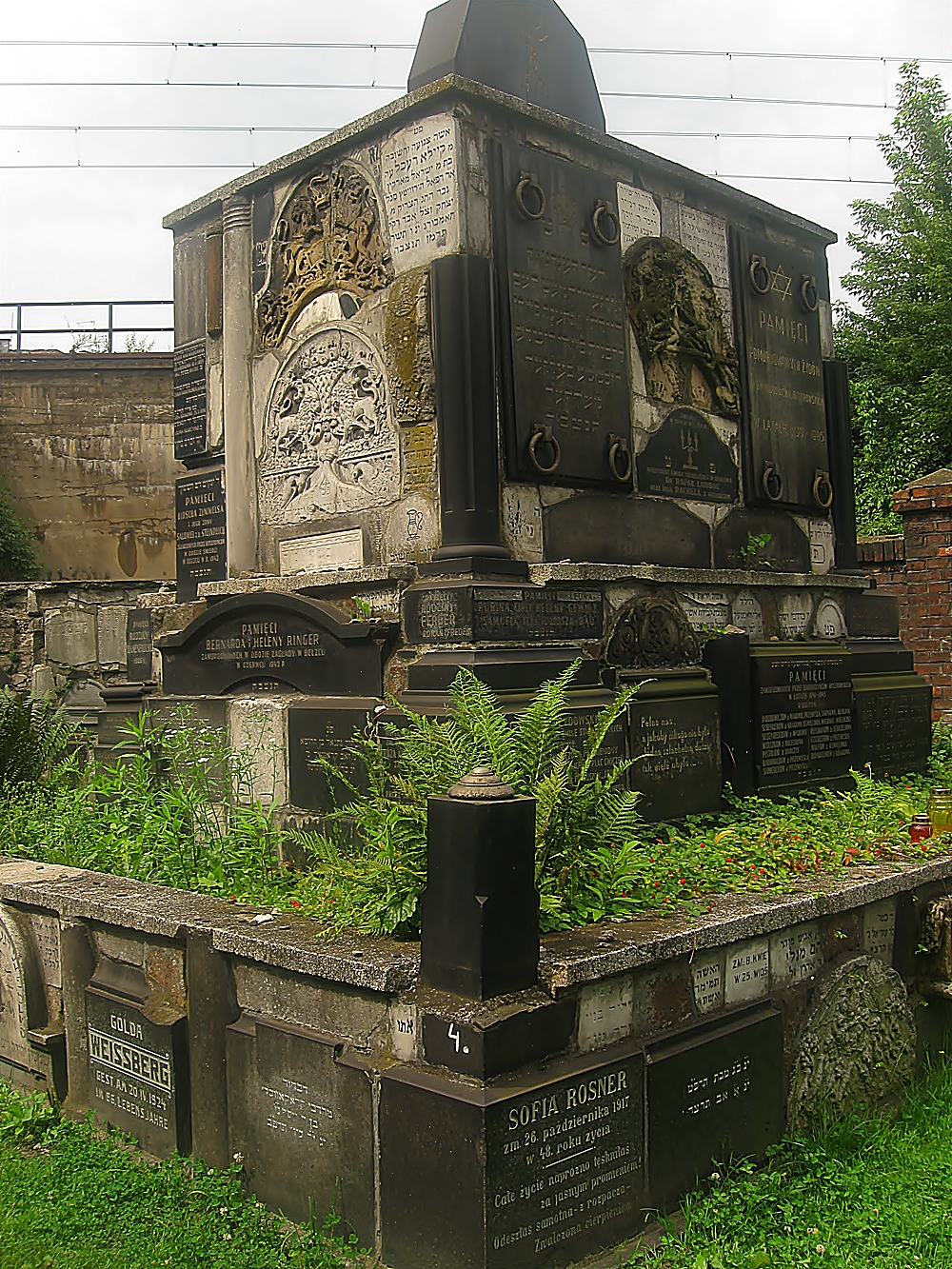
Sírkő emlékmű
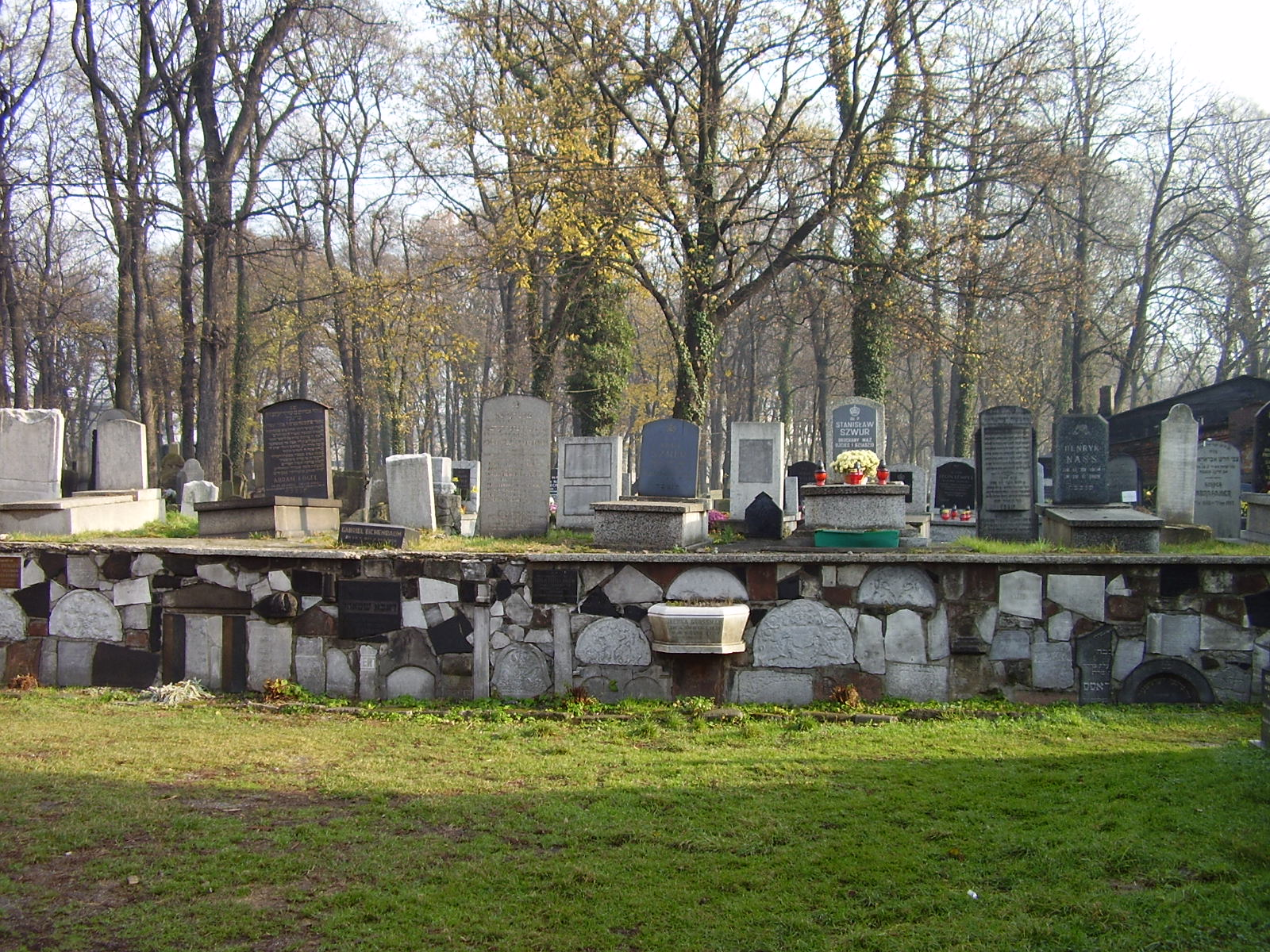
Kilátás
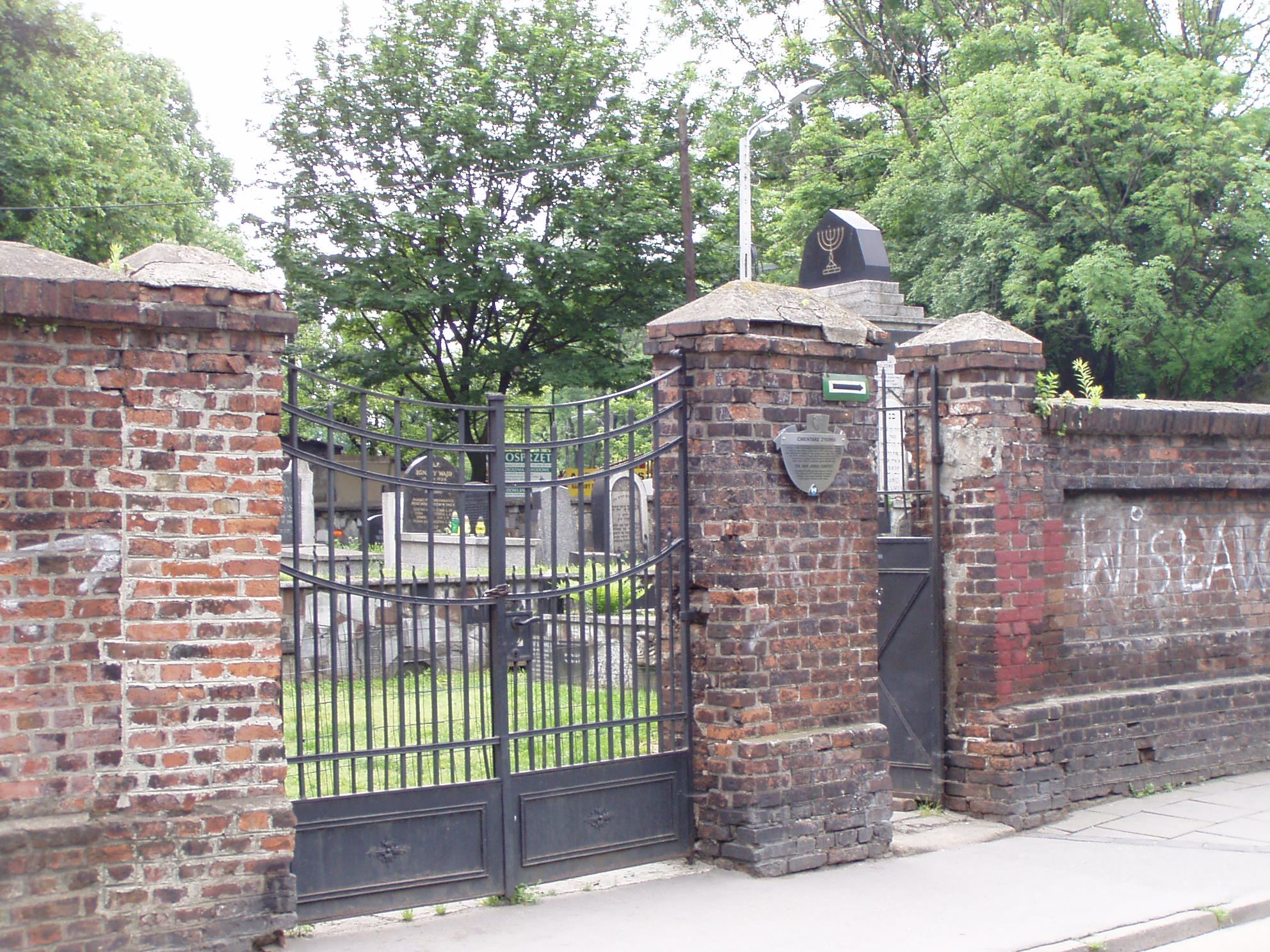
A temető kapuja
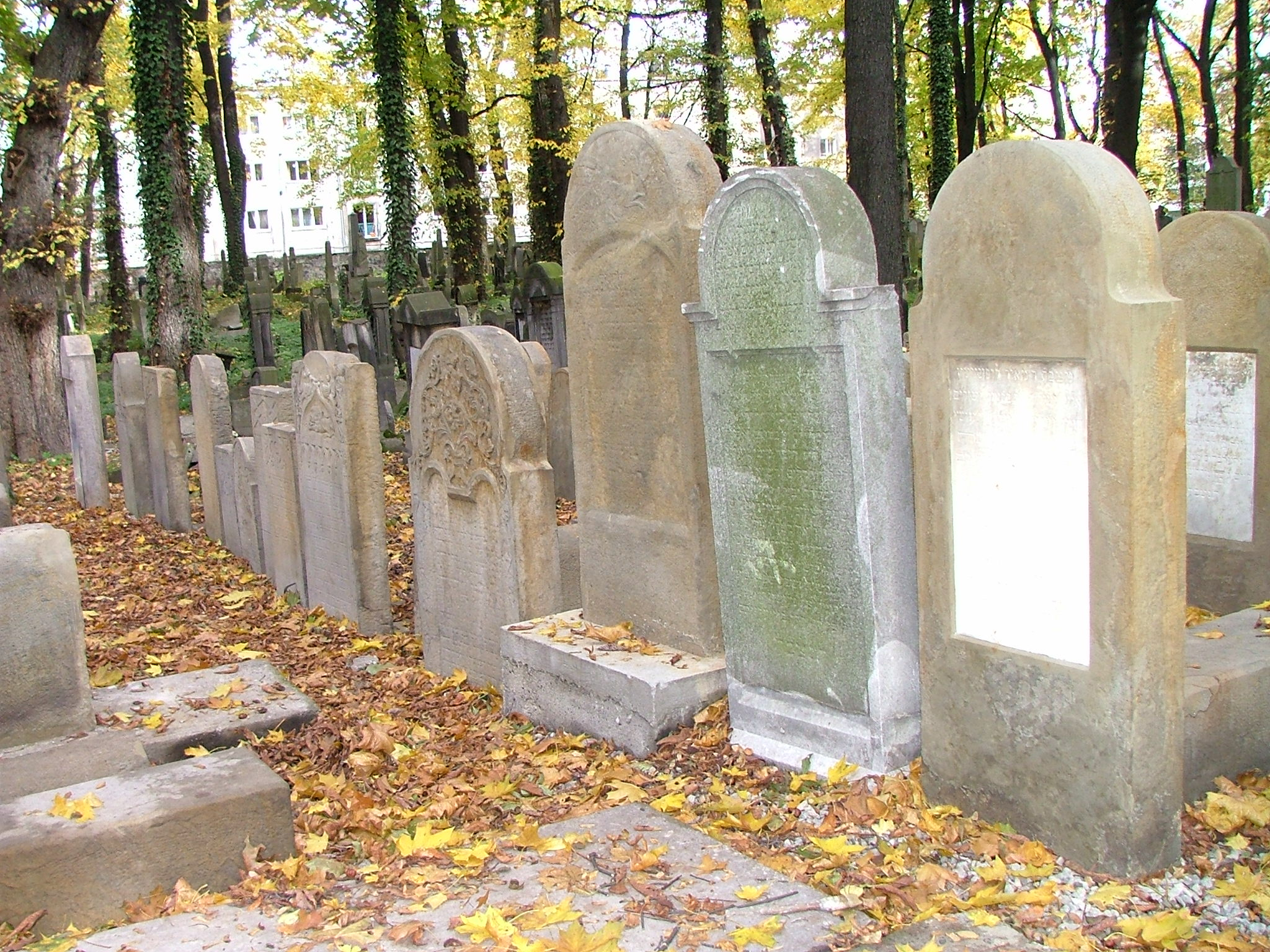
A sírok közötti ösvény
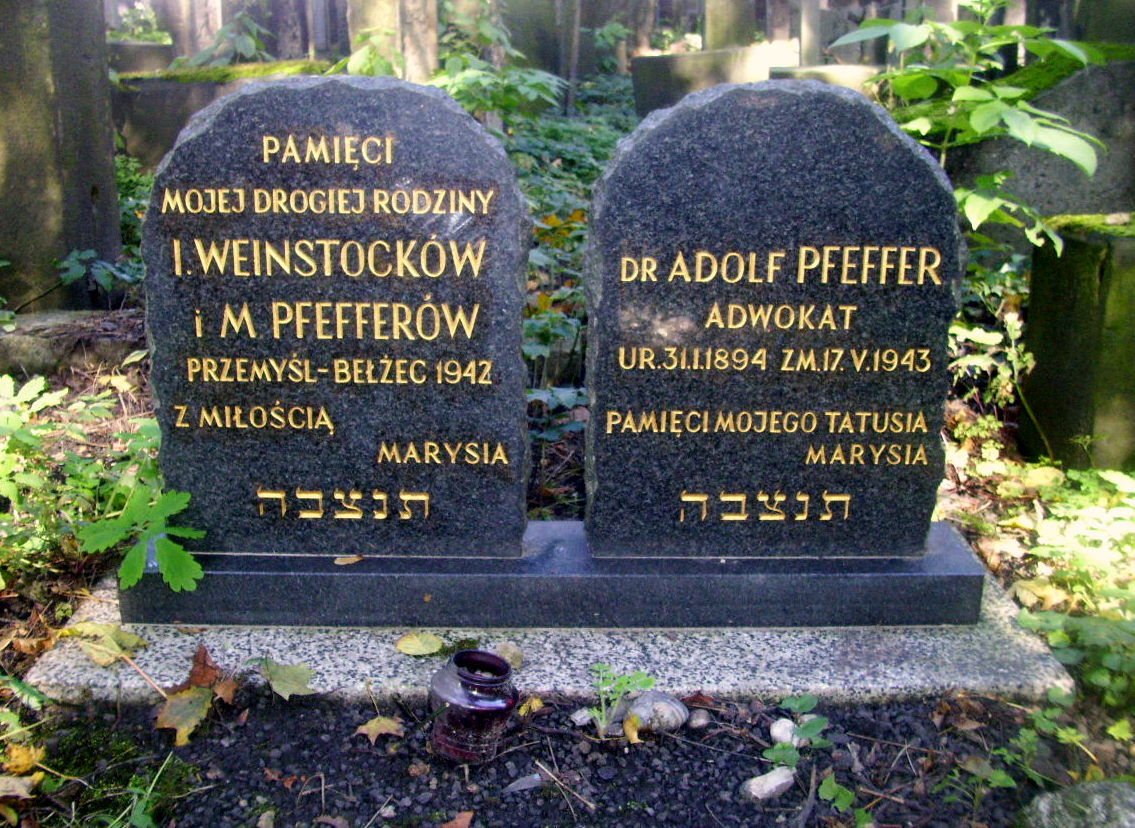
Jelképes sírok
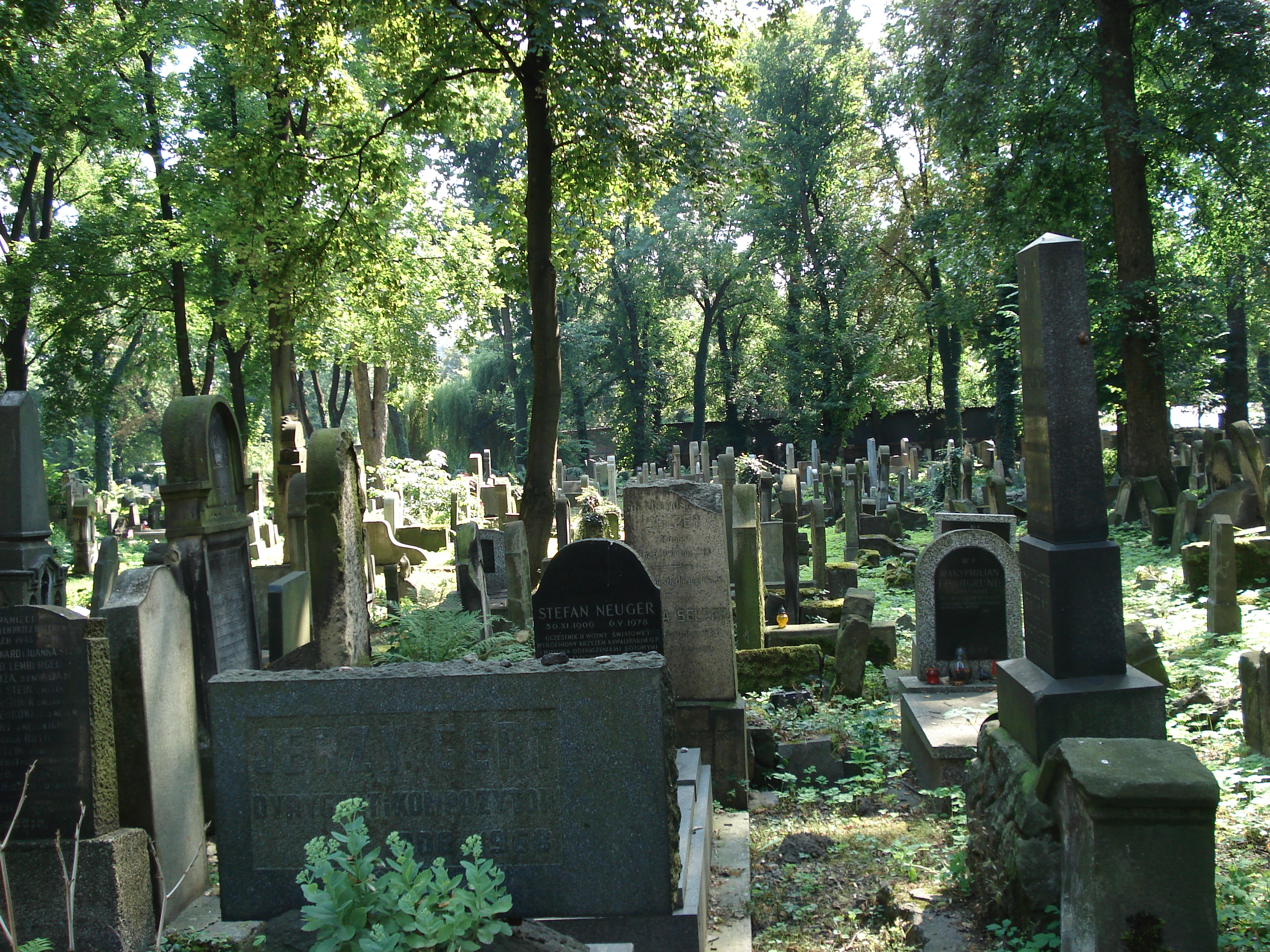
Nyáron
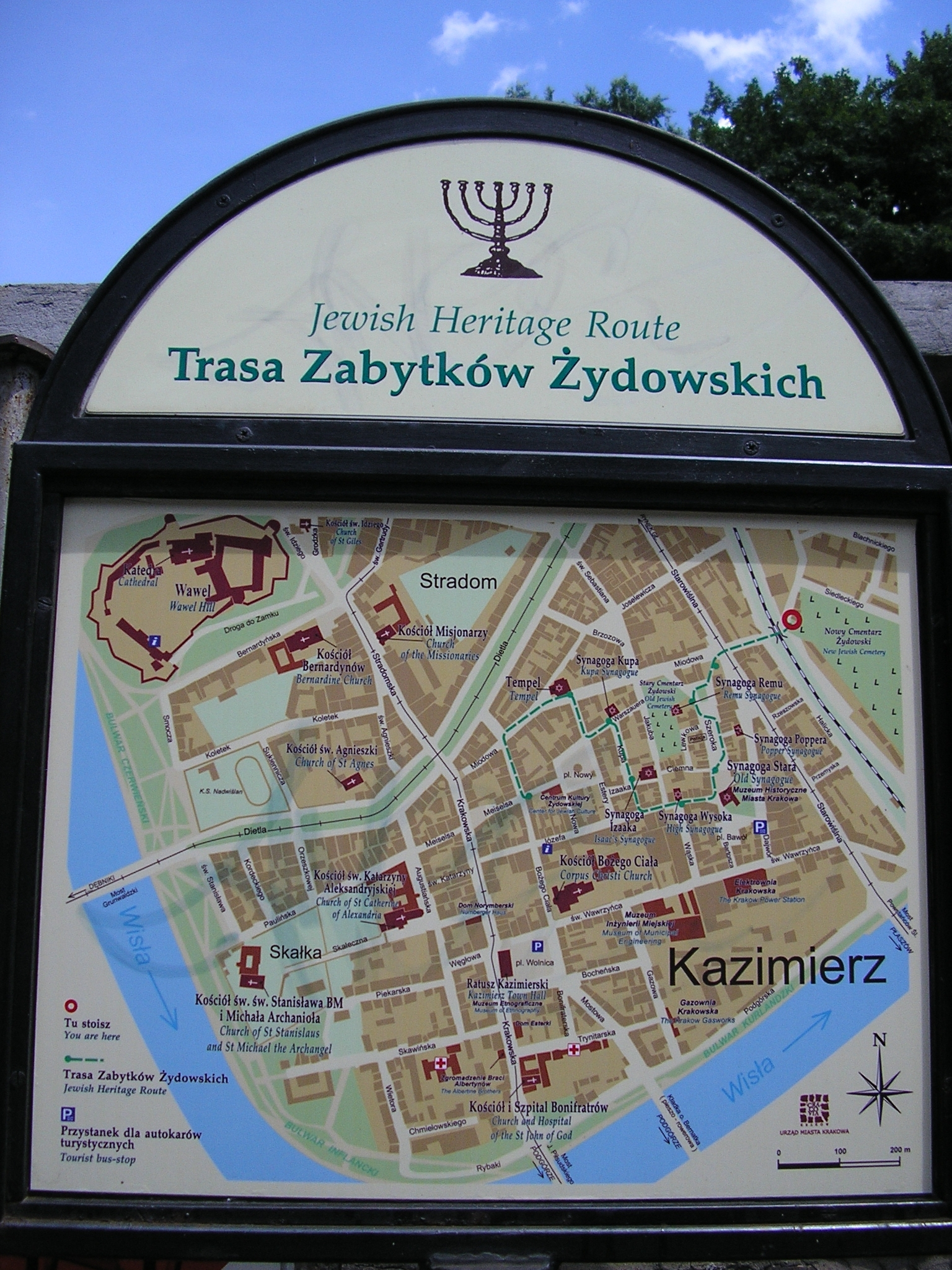
Várostérkép a zsidó örökségről

## Fordítás
- Ez a szócikk részben vagy egészben  a   New Jewish Cemetery, Kraków című angol Wikipédia-szócikk ezen változatának fordításán alapul.  Az eredeti cikk szerkesztőit annak laptörténete sorolja fel. Ez a jelzés csupán a megfogalmazás eredetét és a szerzői jogokat jelzi, nem szolgál a cikkben szereplő információk forrásmegjelöléseként.